# Bistum Nashik
Das Bistum Nashik (lateinisch: Dioecesis Nashikensis) ist eine römisch-katholische Diözese in Indien. Es ist eine Suffragandiözese des Erzbistums Bombay.

## Geschichte
Das Bistum wurde am 15. Mai 1987 aus Gebieten des Bistums Poona errichtet und der Jesuit Thomas Bhalerao wurde der erste Bischof.

## Bischöfe von Nashik
- Thomas Bhalerao SJ (1987–2007)
  - Valerian D’Souza (Apostolischer Administrator 2007–2008)
- Felix Anthony Machado (2008–2009)
- Lourdes Daniel (2010–2023)
- Barthol Barretto (seit 2023)